# ماثيو بينينجتون
ماثيو بينينجتون (بالإنجليزية: Matthew Pennington)‏ (مواليد 6 أكتوبر 1994) لاعب كرة قدم إنجليزي ، يلعب في مركزي قلب الدفاع والظهير الأيمن ، ويلعب حاليًا لنادي إيفرتون.

## مسيرته الكروية

### بداياته
انضم إلى إيفرتون في سن الـ 11 ، ولعب في فرق إيفرتون ، وشارك مع فرق النادي تحت 18 وتحت 21 وتحت 23 ، وأحدث اللاعب تطورًا مع النادي.

### ترانمير روفرز
في 2014 أعير إلى نادي الدرجة الأولى ترانمير روفرز لمدة شهر ، واشترك مع الفريق لأول مرة في 1 يناير 2014 ضد فريق وولفرهامبتون واندررز وانتهت المباراة بالتعادل الإيجابي بنتيجة 1–1.
وفي 25 يناير 2014 كان هدفه الأول هو هدف الفوز للفريق ضد فريق كرو ألكساندرا ، ثم عاد للعب مع فريق إيفرتون تحت 21 سنة في 24 فبراير 2014. ولكنه عاد للفريق مرة أخرى في 27 مارس 2014 في إعارة مرة أخرى لنهاية الموسم.

### كوفنتري سيتي
في 27 نوفمبر 2014 أعير إلى فريق كوفنتري سيتي لنهاية الموسم بعد عدد من تمديدات الإعارة ، وشارك مع الفريق في 25 مباراة لم يسجل فيها أهداف ، واختير لاعب العام الشاب لفريق كوفنتري سيتي لموسم 2014–2015.

### والسول
في 24 مارس 2015 أعير إلى نادي والسول لنهاية الموسم ، ولكن فريق إيفرتون أنهى الإعارة في 22 أبريل 2015 ؛ بسبب وجود أزمة في دفاع الفريق.

### إيفرتون
في 26 أغسطس 2015 شارك لأول مرة مع الفريق الأول في مباراة كأس رابطة الأندية الإنجليزية المحترفة ضد فريق بارنسلي التي انتهت بفوز إيفرتون 5–3 بركلات الجزاء وكان يلعب حينها في مركز الظهير الأيمن  ، وشارك في المباراة بمعدل 46 دقيقة ؛ حيث تم استبداله باللاعب روس باركلي.

### مع المنتخب
لم يشارك كثيرًا مع المنتتخب ؛ حيث شارك في مباراة وحيدة مع منتخب إنجلترا تحت 19 سنة في 21 مارس 2013.

## روابط خارجية
- ماثيو بينينجتون على موقع قاعدة بيانات كرة القدم.إي يو (الإنجليزية)
- ماثيو بينينجتون على موقع Soccerbase.com (لاعب) (الإنجليزية)
- ماثيو بينينجتون على موقع Soccerway.com (الإنجليزية)
- ماثيو بينينجتون على موقع عالم كرة القدم.نت (الإنجليزية)
- ماثيو بينينجتون على موقع AS.com (الإسبانية)